# Reider Ae
De Reider Ae of Reider Ee, meestal kortweg Ae of Ee genoemd, was als voortzetting van de Westerwoldse Aa de belangrijkste stroom in de Nederlandse streek Reiderland (Noordoost-Groningen). De Reider Ae boog op de plek waar nu de huidige Westerwoldse Aa in de (destijds veel grotere) Dollard uitmondt naar het noordwesten af en bereikte ter hoogte van de huidige Punt van Reide de Eems.
De Reider Ae liep oorspronkelijk vanaf Blijham verder westwaarts langs Beerta, waar hij zich verenigde met de Pekel A en de Rensel. Dit tracé was tot in de 17e eeuw zichtbaar in de vorm van de Olde AE of Oude Recker Aa tussen Blijham en Bellingwolde, die zich voortzette in de Heerensloot of Olde Rensel bij Ulsda. Het onderhoud van deze watergang kwam nog lange tijd voor rekening van het Bellingwolderzijlvest. 
Door ontstaan van de Dollard in de 15e eeuw werd de waterhuishouding van het gebied flink verstoord. De Ae zocht vanaf Blijham een nieuwe bedding in de richting van Oude- en Nieuweschans, wellicht via een al bestaande nevenarm van de rivier. Daardoor werd de hoogte van Ulsda afgesneden van zijn achterland. Dat moet in de loop van de 15e eeuw zijn gebeurd, de Olde Ae wordt in 1498 voor het eerst zodanig genoemd. De nieuwe rivierloop heette eveneens Reijder Ehe (1501). De meeste documenten spreken kortweg over de Ae of Ee. De oude naam raakte overigens niet direct in vergetelheid: een schetskaart uit 1616 of 1617 stelt Heerensloot nog altijd gelijk aan de Olde Reijder Ae alias de olde Pekel Ae A. Dit ter onderscheiding van de Bellingwolder Aa. Via een nieuw gegraven kanaal - de Nije Rensel.- werd de Pekel A ten slotte in 1596 in het nieuwe bed van de Reider Ae geleid, waarna de oude loop werd afgedamd. Een bericht uit 1620 stelt dat de Reyder-Aa voortaan Westerwoldsche-Aa heet. Het rechtgetrokken verlengstuk van de Oude Ae (de Oude Recker A), die bij Draaierij in de Pekel A uitmondde, werd de in de 18e en 19e eeuw De Nieuwe Aa genoemd.
De Reider Ae deelde het oude Reiderland min of meer in tweeën. Nog vóór de eerste doorbraak van de Dollard viel het Reiderland uiteen in twee invloedssferen, waardoor het gebied ten oosten van de benedenloop van de Reider Ae op den duur aan Oost-Friesland toeviel. Die situatie was in 1427 al grotendeels een feit. Gesproken wordt dan van het Reyderland op de westerzyd der Ee, een gebied dat later bij het Oldambt werd gevoegd. Onduidelijk is of met deze riviernaam de Reider Ae dan wel de Pekel A wordt bedoeld.. In een vervalste akte uit de 16e eeuw, gedateerd op 1454, wordt later de Aa (Aha) genoemd als grens van het graafschap Oost-Friesland. De buitendijkse stroomgeul van de Westerwoldse Aa in de Dollard gold sinds de 16e eeuw als de (lands)grens tussen de Nederlanden en het Duitse Rijk.
Ook na de doorbraak van de Dollard had de stroomgeul van de Reider Ae een redelijk stabiel verloop, totdat deze aan het begin van de achttiende eeuw naar het noordwesten begon te verschuiven. De Groningers bouwden een rijsdam om de buitengeul van de Aa weer naar het oosten te dwingen. De Oost-Friese vorst protesteerde daar weer tegen, omdat hij zijn aanwasrecht rond het verdronken eiland Garmede aangetast zag. In 1736 werd het conflict bijgelegd door het vastleggen van een kaarsrechte grenslinie tussen Oude Statenzijl en Nesserland. Het grillige verloop van de waterstromen in Eems en Dollard leidde ook daarna herhaaldelijk tot conflicten en is nooit afdoende en tot volle tevredenheid van beide landen afgewikkeld. 
De namen Reider en Bellingwolder Ae zijn al in de 17e eeuw in onbruik geraakt. In plaats daarvan raakte de naam Westerwoldse Aa in zwang, terwijl de buitendijkse geul in de Dollard als Buiten A of Schanskerdiep wordt betiteld.